# マテオ・カシエラ
マテオ・カシエラ（Mateo Cassierra）ことサンデル・マテオ・カシエラ・カベゼス（Zander Mateo Cassierra Cabezas）はコロンビアのプロサッカー選手。ポジションはフォワード（FW）。ロシアサッカー・プレミアリーグ・FCゼニト・サンクトペテルブルクに所属している。

## 経歴
2015年からカテゴリア・プリメーラAのデポルティーボ・カリに所属しており、2016年までに43試合出場・12得点という成績を残す。
2016年6月17日にアヤックス・アムステルダムと5年契約を結んだ。移籍金は550万ユーロと見られている。アヤックスではダニエル・クルスに次ぐ二人目のコロンビア人選手となった。
2019年、ベレネンセスSADに移籍。
2021年8月26日、PFCソチに2年契約で移籍。
2022年6月30日、FCゼニト・サンクトペテルブルクに移籍。

## プレースタイル
アヤックスのリザーブでプレーしていた2016-17シーズンには3トップを形成し、ゴールを量産した。

## タイトル
ヨング・アヤックス
- エールステ・ディヴィジ:2017-18

ラシン・クルブ
- プリメーラ・ディビシオン:2018-19

ゼニト・サンクトペテルブルク
- ロシアサッカー・プレミアリーグ:2022-23
- ロシア・スーパーカップ:2022